# Capelinhos
Le Capelinhos, en français « Petits Capelos », est un volcan formant un cap situé dans l'ouest de l'île de Faial, dans l'archipel portugais des Açores. Le Capelinhos se situe sur la commune de Capelo (Horta).

## Géographie
Le Capelinhos forme le cap le plus à l'ouest de l'île de Faial, la Ponta dos Capelinhos. Il se présente sous la forme d'un cône volcanique érodé de 143 mètres d'altitude dont les falaises plongent dans l'océan Atlantique. On y trouve l'ancien phare de Ponta dos Capelinhos.

## Histoire éruptive
La première et dernière éruption du Capelinhos s'est déroulée du 27 septembre 1957 au 24 octobre 1958, précédée d'un épisode sismique remontant à début mai 1957.
La date du 27 septembre correspond à la première observation d'une activité volcanique par un chasseur de baleines à l'affût de ces animaux avec l'apparition d'une zone de remous à la surface de l'océan à environ 800 mètres du rivage en direction de l'ouest. Très vite, il s'avère que les remous sont dus à la remontée de bulles qui commencent à libérer leur gaz vers sept heures du matin. À huit heures, la première explosion se produit en formant un panache volcanique. Dans la matinée, la zone de remous s'agrandit et en absorbe trois autres ; à la fin de la journée, la colonne volcanique dépasse quatre kilomètres d'altitude et est visible depuis le centre de l'île de Faial.
Les différents produits éjectés par les explosions s'accumulent et forment une petite île en forme de fer à cheval ouverte vers le sud-ouest, baptisée « île Neuve » (Ilha Nova en portugais) et qui émerge le 29 octobre. Début novembre, d'autres explosions donnent naissance à une deuxième île qui fusionne avec la première puis se rattache à l'île de Faial. Des coulées de lave basaltique apparaissent alors le 16 décembre sous les yeux de nombreux habitants et scientifiques du monde entier dont Haroun Tazieff. Durant le même temps, le sol vibre continuellement sous l'effet du trémor et lorsque le vent souffle vers l'est, les cendres volcaniques sont emportées vers l'île de Faial où elles retombent en détruisant la végétation et en commençant à recouvrir les maisons, les cultures, les routes, etc.
Au cours des trois premiers mois de 1958, l'activité sous-marine se poursuit et produit à de nombreuses occasions des panaches cypressoïdes typiques des éruptions surtseyennes. Les produits éruptifs emportés par le vent d'ouest retombent sur Faial, atteignent Horta et l'odeur du soufre se fait plus omniprésente. Le lieu de l'éruption se déplace progressivement vers l'est, se rapprochant ainsi de l'ancien rivage de l'île de Faial, ce qui a pour effet de consolider la réunion entre cette dernière île et le volcan.
En mai, l'éruption devient strombolienne avec la diminution de l'activité sous-marine, l'émission de lapillis augmente sensiblement et un lac de lave apparaît dans la nuit du 12. C'est au cours de cette nuit qu'un séisme plus puissant que les autres secoue l'île de Faial et notamment les villes de Praia do Norte, Capelo et Norte Pequeno où de nombreuses maisons s'effondrent en raison de l'activité de nombreuses failles dont certaines montrent un escarpement de 1,5 mètre et une ouverture de deux mètres. Ce séisme ne fera aucune victime en raison de l'évacuation préventive de 2 000 foyers de ce secteur de l'île. Dans les semaines qui suivent, l'activité volcanique se poursuit essentiellement avec l'émission de coulées de lave de types pāhoehoe et ʻaʻā qui construisent peu à peu le cône volcanique qui est toujours visible. L'éruption se termine le 24 octobre 1958 lorsque de la lave est observée pour la dernière fois. Dès le lendemain, le dégazage, le refroidissement et l'érosion du volcan commencent et se poursuivent encore de nos jours, ce qui a eu pour effet de faire perdre la moitié de sa superficie au volcan.
Au cours de cette éruption, 24 millions de mètres cubes de basalte seront émis, agrandissant l'île de Faial de 2,4 km2[réf. nécessaire]. Le phare qui se situait sur la côte de l'île est plutôt épargné par l'éruption malgré sa proximité avec le volcan mais ce dernier le sépare désormais de l'océan.